# Pieton

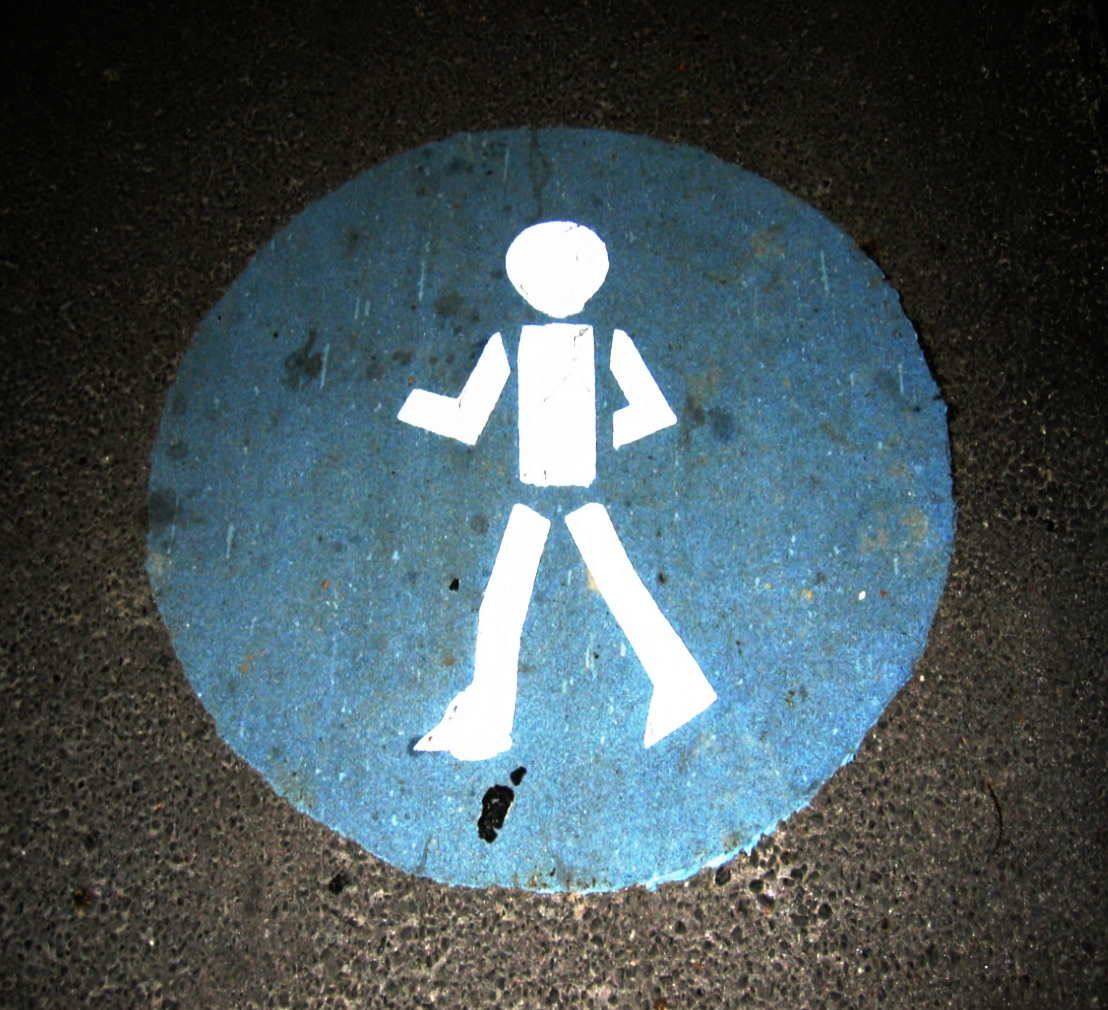
Marcaj tipic unui trotuar pentru pietoni

Un pieton este un participant al transportului terestru, care nu utilizează un mijloc de transport, ci merge pe jos, cu picioarele. Pietonului îi este permis să transporte greutăți într-un cărucior. Din punct de vedere juridic nu se diferențiază între un pieton care aleargă și unul care merge la pas.

## Etimologie
Substantivul românesc pieton este un împrumut din franceză piéton, „pieton”, inițial, „pedestraș”, „infanterist”.Acest cuvânt francez, piéton este un derivat al substantivului pied, „picior”.  Cuvântul francez pied este moștenit din latină pes, pedis, „picior”. 

## Bibliografie

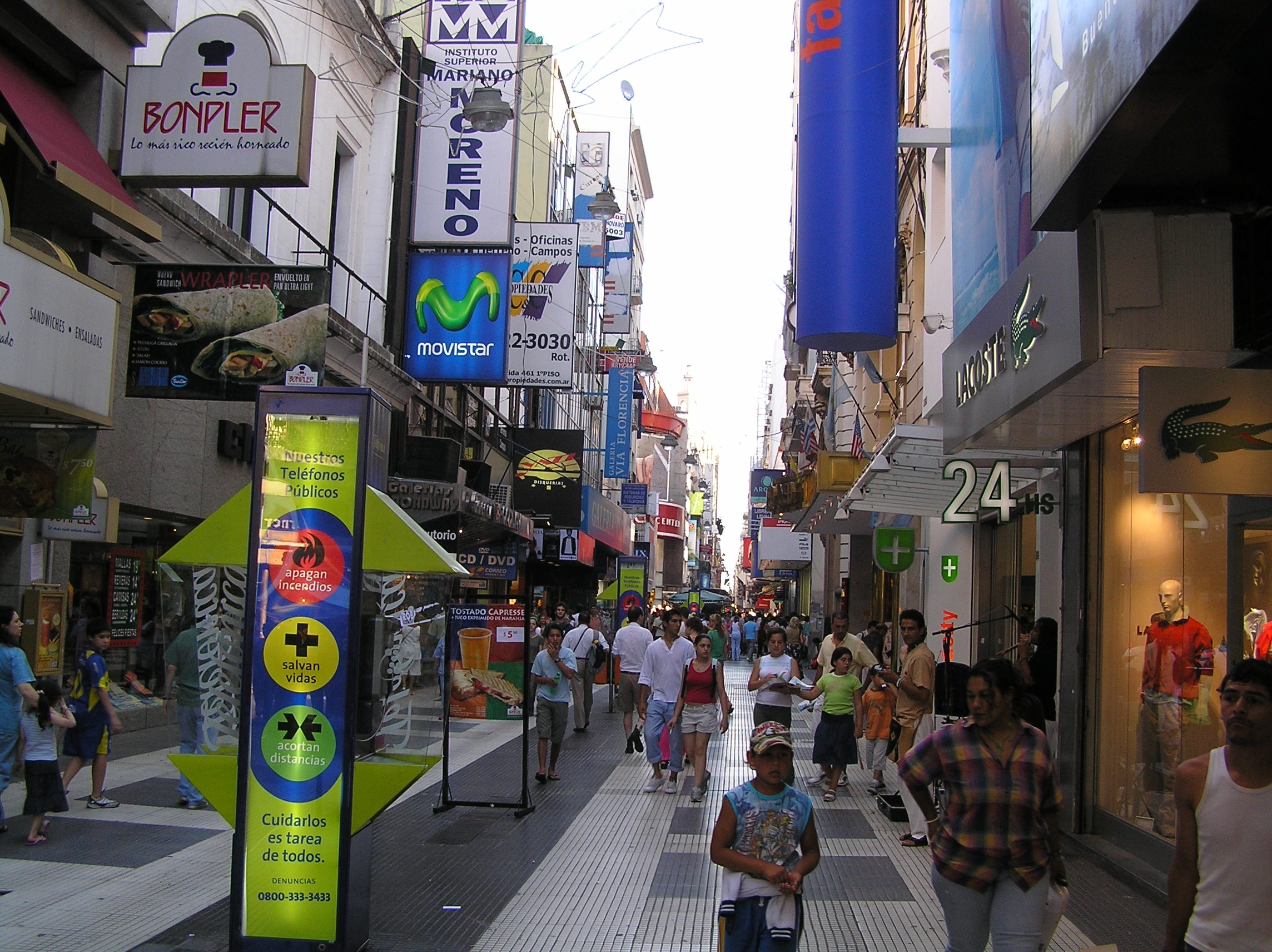
Stradă pietonală în Buenos Aires